# Українська баскетбольна ліга
Українська баскетбольна ліга (УБЛ) — альтернативний баскетбольний чемпіонат України, що був створений в 2008 році на противагу офіційній першості під егідою Федерації і проіснував лише один сезон. На заміну йому прийшла Українська баскетбольна суперліга. В єдиному розіграші чемпіонату УБЛ, що відбувся в сезоні 2008/2009, взяли участь 10 команд:
- «Будівельник» (Київ)
- «Говерла» (Івано-Франківськ)
- «Грифони» (Сімферополь)
- «Дніпро» (Дніпропетровськ)
- «ДніпроАзот» (Дніпродзержинськ)
- «Кривбасбаскет» (Кривий Ріг)
- «Одеса» (Одеса)
- «Політехніка-Галичина» (Львів)
- «Ферро-ЗНТУ» (Запоріжжя)
- «Черкаські мавпи» (Черкаси)

## Історія
Українська баскетбольна ліга була заснована влітку 2008 року як альтернатива Федерації баскетболу України. В першості УБЛ було застосовано кілька експериментальних нововведень, котрі до того ще не випробовувались в українському баскетболі: обмеження бюджетів клубів-учасників та обов'язкова постійна присутність на майданчику мінімум одного українського гравця в складі команди. Протягом року свого існування УБЛ реалізувала низку видовищно-спортивних проектів, як, наприклад, Матч Зірок (в форматі «Схід»-«Захід») і Фінал чотирьох Кубку УБЛ (переможець — «Будівельник»). Серед недоліків чемпіонату УБЛ спеціалісти виділяли низьку кваліфікацію арбітрів та постійні зміни регламенту проведення першості вже під час сезону. В травні 2009 року в фінальній серії УБЛ криворізький клуб «Кривбасбаскет» переміг з рахунком 3:2 столичний «Будівельник», ставши єдиним володарем золотих нагород Ліги. Влітку, після домовленості найкращих клубів України про створення єдиного чемпіонату, Українська баскетбольна ліга припинила своє існування.